# والری کری
والری کری (انگلیسی: Valorie Curry؛ زادهٔ ۱۲ فوریهٔ ۱۹۸۶) بازیگر و صداپیشه اهل ایالات متحده آمریکا است. وی دانش‌آموختۀ رشتۀ نمایش در دانشگاه ایالتی کالیفرنیا در فولرتون است و از سال ۲۰۰۵ میلادی تاکنون مشغول فعالیت بوده است.

## گزیدهٔ نقش‌آفرینی‌ها

### سینما
- وارث افعی (۲۰۱۹)
- جادوگر بلر (۲۰۱۶)
- نغمه آمریکایی (۲۰۱۶)
- گرگ‌ومیش: سپیده‌دم – قسمت دوم (۲۰۱۲)

### تلویزیون
- پسران (۲۰۲۴ تاکنون)
- پیروی (۲۰۱۴–۲۰۱۳)
- غیب‌گو (۲۰۱۲)
- سی‌اس‌آی: نیویورک (۲۰۱۱)
- ورونیکا مارس (۲۰۰۶–۲۰۰۵)

### بازی‌های ویدئویی
- جنگاوری نوین ۳ (۲۰۲۴)
- دیترویت: بیکام هیومن[۳] (۲۰۱۸)

## زندگی شخصی
والری کری یک همجنس‌گرای زنانه است و پیش‌تر فاش کرده بود که یک زن کوئیر است.